# Бун, Меган
Ме́ган Бун (англ. Megan Boone, род. 29 апреля 1983) — американская актриса, известная благодаря роли в сериале NBC «Чёрный список».

## Биография
Бун родилась в Мичигане, но выросла в одной из деревень во Флориде. В 2005 году она окончила Университет штата Флорида со степенью бакалавра, а потом продолжила изучать актёрское мастерство у Джейн Александер в репертуарном театре Асоло.
Бун получила первую известность благодаря своей регулярной роли помощника окружного прокурора в недолго просуществовавшем сериале NBC «Закон и порядок: Лос-Анджелес» (2010-11). Она также появилась в фильмах «Мой кровавый Валентин», «Секс в большом городе 2» и «Шаг вперёд 4», а в 2013 году заменила Дженнифер Эспозито в роли детектива в сериале CBS «Голубая кровь». Сразу после этого она получила главную женскую роль в сериале NBC «Чёрный список».
Меган состоит в фактическом браке с художником Дэном Эстабруком, с которым она помолвлена с января 2016 года. У пары есть дочь — Кэролайн Бун Эстабрук (род. 15 апреля 2016).
В конце 2017 года поступила в Бард-колледж, чтобы получить степень MBA в области устойчивого развития.

## Фильмография
| Год       |     | Русское название              | Оригинальное название                | Роль                   |
| --------- | --- | ----------------------------- | ------------------------------------ | ---------------------- |
| 2001      | кор | Элайджа                       | Elijah                               | Эбигейл                |
| 2007      | ф   | —                             | The Mustachioed Bandit Meets His End | Кейт                   |
| 2008      | с   | Чистильщик                    | The Cleaner                          | Рэй                    |
| 2008      | с   | Детектив Раш                  | Cold Case                            | Хелен Маккормик в 1960 |
| 2009      | ф   | Мой кровавый Валентин         | My Bloody Valentine 3D               | Меган                  |
| 2010      | ф   | Миф об американской вечеринке | The Myth of the American Sleepover   | Керри Салливан         |
| 2010      | ф   | Секс в большом городе 2       | Sex and the City 2                   | Элли                   |
| 2010      | тф  | —                             | H.M.S.: White Coat                   | Нелл Ларсон            |
| 2010      | кор | —                             | Eggshells for Soil                   | учитель                |
| 2010—2011 | с   | Закон и порядок: Лос-Анджелес | Law & Order: Los Angeles             | Лорен Стэнтон          |
| 2012      | ф   | Черри                         | About Cherry                         | Джейк                  |
| 2012      | ф   | —                             | Leave Me Like You Found Me           | Эрин                   |
| 2012      | ф   | Шаг вперёд 4                  | Step Up Revolution                   | Клэр                   |
| 2013      | с   | Голубая кровь                 | Blue Bloods                          | Кэндис Макелрой        |
| 2013      | ф   | Добро пожаловать в джунгли    | Welcome to the Jungle                | Лиза                   |
| 2013—2020 | с   | Чёрный список                 | The Blacklist                        | Элизабет Кин           |
| 2014      | мс  | Робоцып                       | Robot Chicken                        | разные персонажи       |
| 2017      | с   | Чёрный список: Искупление     | The Blacklist: Redemption            | Элизабет Кин           |
| 2018      | ф   | Семейные игры                 | Family Games                         | Слоан                  |
| 2023      | с   | Обвиняемые                    | Accused                              | Дженни                 |